# Carl Wagner (officer)
 Der er flere personer med dette navn, se Carl Wagner.
Carl August Wagner (12. januar 1847 i København – 8. oktober 1906 på Frederiksberg) var en dansk officer og politiker, bror til Frederik Wagner.
Hans forældre var major, senere oberstløjtnant Moritz Carl Friedrich August Wagner (1798-1849) og Margrethe Sophie Charlotte Manthey (1811-1897). Wagner blev student 1864 fra Borgerdydskolen i København og meldte sig straks som frivillig ved infanteriet, men nåede ikke at deltage i krigen, blev reserveofficer (sekondløjtnant) ved. 1. artilleriregiment 1867, men var hjemsendt fra 1868. En artikel i Fædrelandet, hvori han udtalte sig imod at organisere skytteforeningerne militært, gav anledning til, at han valgtes til medlem af bestyrelsen for Kjøbenhavns Skytteforening, fra hvilken stilling han atter fjernedes 1869. Han udgav derefter pjecen: Skytteforeningerne og deres Forhold til Hæren og rejste til Kristiania for at studere ved universitetet der. Den fransk-tyske krig kaldte ham dog tilbage til hans regiment i Danmark, men i september begav han sig til Frankrig og blev antaget som menig i «Compagnie des tirailleurs du Havre», der optrådte nord for nedre Seine. I december valgtes han af sit kompagni til premierløjtnant og kommandør for en deling gatlingmitrailleuser, og få uger efter udnævntes han til kaptajn og chef for batteriet. Smykket med Æreslegionens ridderkors vendte han 1871 tilbage til Danmark, fik nu lyst til at blive fast officer og blev efter at have gennemgået Officersskolens næstældste klasse 1874 udnævnt til premierløjtnant ved 2. artilleriregiment, hvorfra han i 1876 forsattes til Generalstaben. Efter 3 års forløb kom han tilbage til feltartilleriet og udnævntes i 1882 til kaptajn og chef for 3. batteri.
Allerede i 1873 havde han skrevet en afhandling om mitrailleuser i Militært Tidsskrift, og deri optoges i de følgende år flere afhandlinger fra hans hånd om fodfolkets taktik og om Maskinkanoner, hvilken sidste blev prisbelønnet (1887). I 1871 var han blevet indvalgt i den nyoprettede overbestyrelse for De Danske Skytteforeninger, men udtrådte 1886. Derimod blev han 1884 formand i bestyrelsen for Kjøbenhavns Skytteforening, og som sådan har han, der selv var en fortrinlig skytte, udøvet en betydelig virksomhed. I 1887 valgtes han til medlem af Folketinget for Københavns 2. kreds; han sluttede sig bestemt til Højre og repræsenterede kredsen lige til 1901, da han frivillig trak sig tilbage.
1889-95 var Wagner chef for elevskolen, hvorefter han udnævntes til oberstløjtnant og chef for 2. artilleriafdeling; 1896-1900 var han chef for 4. artilleriafdeling og blev derefter chef for
fæstningsartilleriregimentet. En Række år var han en dygtig og energisk lærer i fransk ved Galster og Holbølls Kursus, fra 1900 til sin død ved Officerskolens ældste klasse. I Vort Forsvar skrev han en lang række artikler om skyttevæsen, folkevæbning, Københavns forsvar mm. Wagner blev Ridder af Dannebrog 1887, Dannebrogsmand 1897 og Kommandør af 2. grad 1906.
Gift 5. august 1877 i Vor Frelsers Kirke med Anna Pauline Manthey (15. januar 1850 på Stennetgård ved Haderslev – 2. juli 1909 på Frederiksberg), datter af proprietær, senere chef for Telegrafvæsenets revisions- og bogholderkontor, etatsråd Nicolai Manthey (1823-1906).
Han er begravet på Holmens Kirkegård. Medaljonen på gravstenen er udført af Anders Bundgaard 1906. Xylografi 1887. Fotografier af Thora Hallager og Carl Sonne.